# Грузчанська волость
Грузчанська волость — історична адміністративно-територіальна одиниця Єлизаветградського повіту Херсонської губернії із центром у селі Грузьке.
Станом на 1886 рік складалася з 11 поселень, 16 сільських громад. Населення — 4688 осіб (2481 чоловічої статі та 2207 — жіночої), 1750 дворових господарств.
|                     | Площа, десятин | У тому числі орної, дес. |
| ------------------- | -------------- | ------------------------ |
| Сільських громад    | 8105           | 5945                     |
| Приватної власності | 7219           | 2440                     |
| Казенної власності  | 4459           | 1210                     |
| Іншої власності     | 308            | 208                      |
| Загалом             | 20091          | 9803                     |

Основні поселення волості:
- Грузьке — колишнє власницьке село при річці Грузька за 62[2] верст від повітового міста, 621 особа, 132 дворових господарства, православна церква, школа, земська станція, лавка.
- Благодатна — колишнє власницьке село при річці Грузька, 222 особи, 50 дворових господарств, недіючий пивоварний завод.
- Іванівка (Шостаківка) — колишнє власницьке село при річці Грузька, 180 осіб, 35 дворових господарств, поштова станція, залізнична станція, лавка.
- Миколаївське (Кардашеве) — колишнє власницьке село при річці Каменовата Суклія, 237 осіб, 55 дворових господарств, православна церква.
- Овсяниківка (Павлівське) — колишнє власницьке село при річці Кульпинка, 141 особа, 28 дворових господарств, православна церква.

За даними 1896 року у волості налічувалось 54 поселення, 2670 дворових господарств, населення становило 14 245 осіб.